# Miami-Hurrikan (1926)
Der Miami-Hurrikan vom September 1926 war der erste große Sturm, der das bebaute Stadtgebiet von Miami getroffen hat. Er beendete den Florida-Landboom, den Miami und Miami Beach in den 1910er und 1920er Jahren erlebt hatte. Er forderte über 200 Todesopfer und führte zu großen Verwüstungen in den gerade neu entstandenen Stadtgebieten. Berechnungen ergaben, dass ein ähnlicher Sturm heute Schäden von über 200 Milliarden Dollar in Miami auslösen würde.
An der Küste kam es zu einer Flutwelle von über 4 Metern. Ein Wert, der erst wieder durch den Hurrikan Andrew (1992) erreicht wurde.

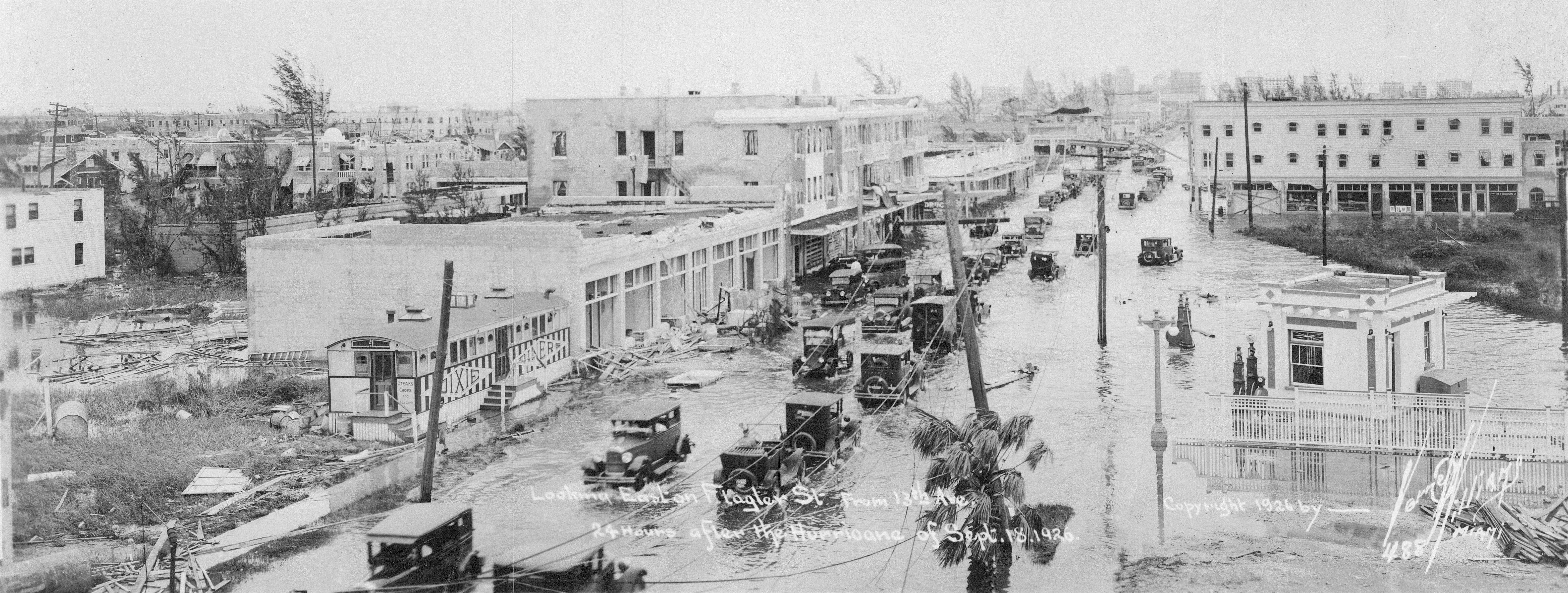
Flagler Street (Downtown Miami) 24 Stunden nach dem Hurrikan